# Grupo de Apoyo Mutuo (Guatemala)
Grupo de Apoyo Mutuo (GAM) es una organización de defensa de los Derechos Humanos de Guatemala. Se fundó el 4 de junio de 1984 por unas decenas de personas familiares de desaparecidos a manos del Estado de Guatemala. La mayoría de los integrantes eran mujeres, entre las que destacan Nineth Montenegro, María Emilia García, María del Rosario Godoy de Cuevas, Raquel Linares, Sara Poroj y Aura Elena Farfán.
Aunque comenzó siendo un movimiento fundamentalmente urbano, se fue convirtiendo en multiétnico al incorporarse gran cantidad de indígenas del entorno rural que habían sufrido un genocidio  étnico por parte del Ejército de Guatemala.
El Grupo de Apoyo Mutuo mantiene hoy en día su actividad en distintas áreas, desde la investigación forense de cuerpos desaparecidos a la monitorización de la violencia y homicidios registrados en el país.